# Conselho Nacional das Igrejas Congregacionais dos Estados Unidos
O Conselho Nacional das Igrejas Congregacionais dos Estados Unidos (CNICEU) (em inglês National Council of the Congregational Churches of the United States) foI uma denominação cristã, formada nos Estados Unidos, em 1865.
Em 1931, o CNICEU se uniu à Conexão Cristã para formar as Igrejas Cristãs Congregacionais, que posteriormente se uniram à Igreja Reformada e Evangélica, para formar a atual Igreja Unida de Cristo.

## Estatísticas
Em 1925,  o CNICEU era formada por 892.583 membros e 5.616 igrejas. Em 1929, três anos antes da sua fusão, a denominação havia crescido para 939.130 membros e 5.497 igrejas.